# Lysimachia otophora
Lysimachia otophora är en viveväxtart som beskrevs av Cheng Yih Wu. Lysimachia otophora ingår i släktet lysingar, och familjen viveväxter. Inga underarter finns listade i Catalogue of Life.